# Piz Lat
Il Piz Lat (2.808 m - detto anche Piz Lad) è un monte delle Alpi della Val Müstair al confine tra Svizzera, Italia e Austria.

## Descrizione
La triplice frontiera non è collocata sulla vetta della montagna, ma sul suo fianco nord, a circa 800 m dalla cima e a 2.180 metri di altezza; l'apice è confine solamente tra l'Italia e la Svizzera. Fa da spartiacque tra la Val Venosta e l'Engadina ed è facilmente raggiungibile dal passo di Resia, da Nauders e da Strada e Martina. Dal monte si dominano tutta l'alta Engadina e la Val Venosta.
Dal 1919 è confine fra i tre stati, mentre prima il confine tra i tre stati si trovava presso il Passo dello Stelvio sulla Cima Garibaldi (2.838 m).